# Camposampiero
Camposampiero is een gemeente in de Italiaanse provincie Padua (regio Veneto) en telt 11.392 inwoners (31-12-2004). De oppervlakte bedraagt 21,1 km², de bevolkingsdichtheid is 540 inwoners per km².
Naast het Clarissenklooster bevindt zich een 15e-eeuwse kapel: Santuario del Noce ofwel Heiligdom van de notenboom.

## Demografie
Camposampiero telt ongeveer 3981 huishoudens. Het aantal inwoners steeg in de periode 1991-2001 met 13,6% volgens cijfers uit de tienjaarlijkse volkstellingen van ISTAT.
| Jaar | Inwoneraantal |
| ---- | ------------- |
| 1991 | 9399          |
| 2001 | 10.680        |

## Geografie
Camposampiero grenst aan de volgende gemeenten: Borgoricco, Loreggia, Massanzago, Piombino Dese, San Giorgio delle Pertiche, Santa Giustina in Colle en Trebaseleghe.

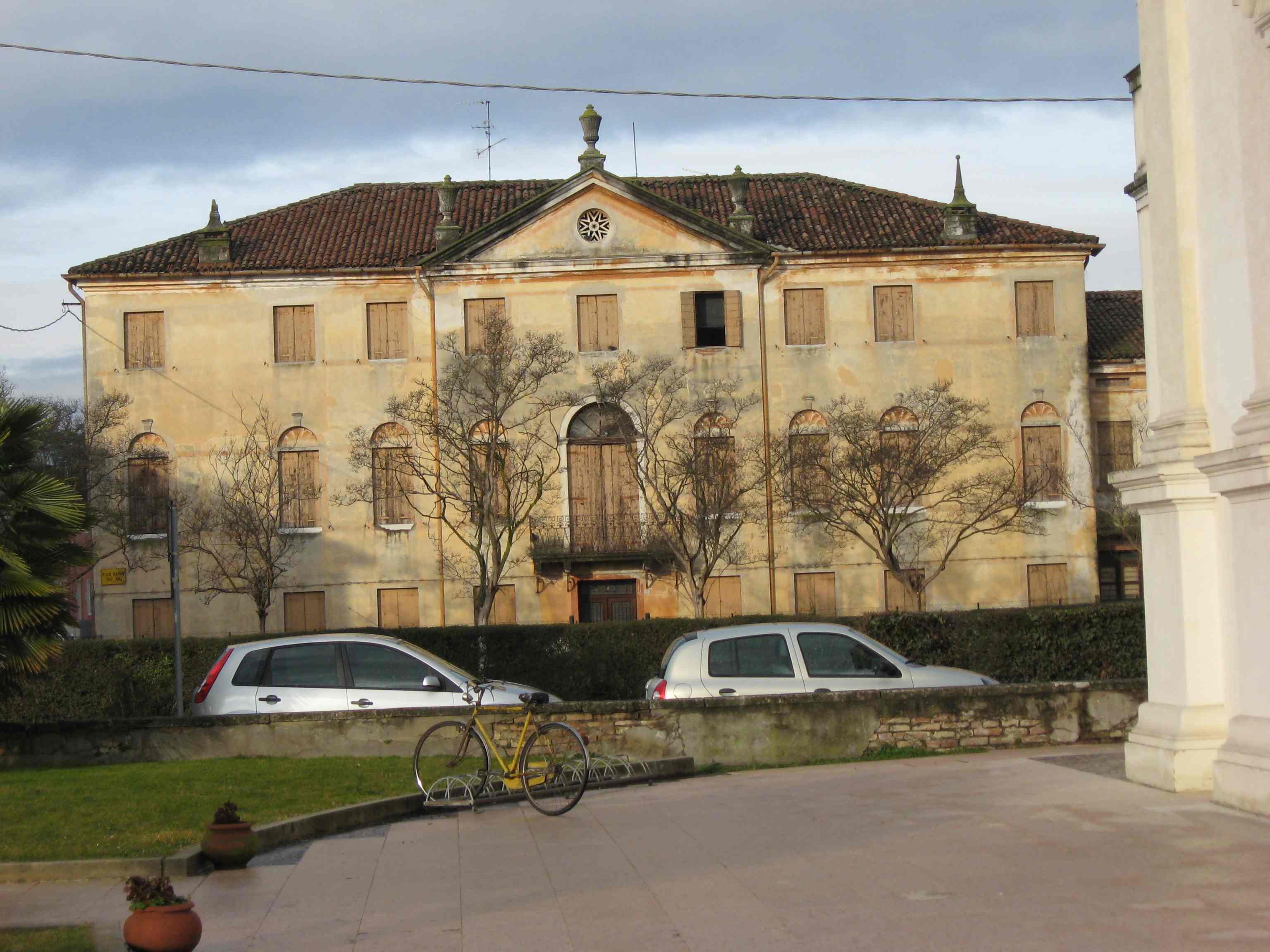
Villa Marani

## Geboren
- Dino Baggio (1971), voetballer
- Chiara Rosa (1983), atlete
- Daniele Gastaldello (1983), voetballer
- Marco Benfatto (1988), wielrenner
- Luca Dotto (1990), zwemmer
- Laura Lorenzato (1998), schaatsster
- Samuele Zoccarato (1998), wielrenner
- Giovanni Fabbian (2003), voetballer